# Хайнрих II (Спонхайм-Щаркенбург)
Вижте пояснителната страница за други личности с името Хайнрих II.
Хайнрих II фон Спонхайм-Щаркенбург Млади (на немски: Heinrich II von Sponheim-Starkenburg, der Jüngere; * между 1292 и 1295; † пр. 11 октомври 1323 във Волфщайн) от фамилията Спонхайми е управляващ граф на Спонхайм.

## Биография
Той е син на граф Йохан II фон Спонхайм († 1324) и първата му съпруга Катарина фон Вианден. Полубрат е на Панталеон, който е свещеник, и на Бланшефлор († 1358), омъжена 1314 г. за граф Фридрих I фон Велденц-Лихтенберг († 1327), син на граф Георг I фон Велденц.
Като млад Хайнрий е императорски дворцов съдия в Италия.
Умира на 40 години и е погребан до майка си Катарина от Вианден в манастир Химерод в Айфел. Вдовицата му Лорета поема регентството.

## Фамилия
Хайнрих II се жени през януари 1315 г. за 16-годишната Лорета фон Салм († 1346), дъщеря на граф Йохан I фон Салм. Те имат децата:
- Йохан III Стари (1315 – 1398), граф на Спонхайм-Щаркенбург, женен 1331 г. за Мехтхилд фон Пфалц (1312 – 1375)
- Хайнрих, каноник в Страсбург, Аахен
- Готфрид († 1396), архидякон в Лонгюйон